# Starowola (powiat wołomiński)
Starowola – wieś w Polsce położona w województwie mazowieckim, w powiecie wołomińskim, w gminie Jadów. Ma status sołectwa.
W latach 1975–1998 miejscowość należała administracyjnie do województwa siedleckiego.
Wierni Kościoła rzymskokatolickiego należą do parafii św. Jakuba Apostoła w Jadowie.